# Anosy (regio)
Anosy is een regio in het zuidoosten van Madagaskar. De regio heeft een oppervlakte van 25.731 km² en telt 636.554 inwoners. De regio grenst in het westen aan Androy, in het oosten aan Atsimo-Atsinanana en in het noorden aan Ihorombe. De hoofdstad is Tolagnaro (oude naam: Fort-Dauphin)

## Districten
De regio is verdeeld in drie districten:
- Amboasary Sud
- Betroka
- Tôlanaro

## Nationale parken en wildreservaten
- Nationaal park Andohahela bevindt zich ongeveer 40 km ten noordwesten van Fort-Dauphin.
- Cap Sainte Mariereservaat ligt 63 km ten zuiden van Tsihombe en 230 km ten zuiden van Fort-Dauphin.